# Jednostka regionalna Ksanti
Jednostka regionalna Ksanti (nwgr.: Περιφερειακή ενότητα Ξάνθης) – jednostka administracyjna Grecji w regionie Macedonia Wschodnia i Tracja. Powołana do życia 1 stycznia 2011 w wyniku przyjęcia nowego podziału administracyjnego kraju. W 2021 roku liczyła 108 tys. mieszkańców.
W skład jednostki wchodzą gminy:
- Abdera (2),
- Ksanti (1),
- Miki (3),
- Topiros (4).